# Emil Knaake
Emil Hermann August Knaake (* 14. Februar 1852 in Kyritz; † 8. September 1932 in Tilsit) war ein deutscher Lehrer und Autor.

## Leben
Als Sohn eines Schuhmachermeisters geboren, studierte Knaake nach dem Besuch des Gymnasiums in Wittstock Philologie in Leipzig und Göttingen. Während seines Studiums wurde er 1872 Mitglied der Leipziger Burschenschaft Germania. Sein Examen machte er 1876 und hatte die Lehrbefähigung für die Fächer Erdkunde, Geschichte, Latein, Griechisch, Deutsch und Religion. Er wurde Hilfslehrer für Geschichte an der Realschule in Tilsit. Er war von 1886 bis zu seiner Pensionierung 1914 Oberlehrer an der dortigen höheren Töchterschule, der Margarete-Poehlmann-Schule. Er war lange Zeit örtlicher Vorsitzender der Nationalliberalen Partei. Knaake war auch jahrelanges Mitglied der Provinzialsynode. Er war Ehren-Obervorsteher der Tilsiter Kasino-Gesellschaft. Er war als Autor tätig und verfasste unter anderem zahlreiche Lehrbücher.

## Veröffentlichungen (Auswahl)
- Aistulf, König der Langobarden 749–756. Tilsit 1880.
- Lehrbuch der alten Geschichte für die oberen Klassen höherer Lehranstalten. Hannover 1886.
- Geschichte des Königlichen Realgymnasiums zu Tilsit. Von 1839–1889. Ein Beitrag zur 50jährigen Jubelfeier der Anstalt. Tilsit 1889. Digitalisat
- Max von Schenkendorf, der deutsche Kaiserherold sein Leben und seine Bedeutung. Tilsit 1890.
- Kanon der im geschichtlichen Unterrichte der unteren und mittleren Klassen höherer Lehranstalten einzuprägenden Jahreszahlen. Halle 1903.
- Führer durch Tilsit und Umgebung mit 10 Illustrationen und einem Plan der Stadt. Tilsit 1905.
- Hilfsbuch für den Unterricht in der alten Geschichte: Für die Quarta höherer Lehranstalten. Halle 1906.
- Leben und Wirken der Königin Luise. Halle 1906–1909.
- Leben und Wirken der Königin Luise im Lichte der Geschichte. In Jahresbericht des Königlichen Realgymnasiums. Tilsit : Reyländer [u. a.], 1906–1909 Digitalisat
- Lehrbuch der Geschichte für die oberen Klassen höherer Lehranstalten. Teil II: Römische Kaiserzeit. Deutsche Geschichte bis zum Ende des Dreißigjährigen Krieges (Lehraufgabe der Unterprima). Hannover 1906.
- Lehrbuch der Geschichte für die oberen Klassen höherer Lehranstalten. Teil III: Vom Westfälischen Frieden bis zur Gegenwart (Lehraufgabe der Oberprima). Hannover, Berlin 1907.
- Geschichte von Ost- und Westpreußen. Berlin, Leipzig 1923.
- Geschichte der Leipziger Burschenschaft Germania: 1818–1928. Leipzig 1928.